# 詹一之
詹一之（1926年—），男，河南潢川人，中国社会学家，曾任四川省社会科学院研究员，中国社会学会顾问。